# Duke Nukem: Time to Kill
Duke Nukem: Time to Kill è un videogioco del 1998 per PlayStation.

## Trama
È una serata come le altre e Duke Nukem, guidando il suo chopper, si dirige verso il Bootylicious, un locale della città. Contemporaneamente, si crea uno squarcio dimensionale alla periferia della città, dalla quale degli alieni fanno irruzione sulla Terra e si dirigono verso il Bootylicious, armati di fucili. Gli alieni lo invadono e iniziano a uccidere i presenti, ma sono contrastati da Duke, che fa ampio uso della sua Desert eagle. Gli alieni vogliono modificare la storia del mondo che conosciamo per i loro scopi e, per questo, hanno costruito un teletrasporto. Lo scopo del gioco quindi è quello di preservare la storia dall'intervento alieno, attraversando ambienti con temi Far West, Medioevo e Antica Roma.

## Modalità di gioco
È possibile giocare da soli o con un'altra persona in modalità multigiocatore; nell'avventura Duke Nukem si sposterà in varie epoche temporali per evitare i tentativi di modifica da parte delle forze aliene. In ogni livello si potranno impiegare armi comuni come il fucile a pompa, la pistola, l'RPG o la Gatling Gun, oppure le armi dell'epoca come Balestre, asce, dinamite, coltelli, e altre ancora. Ci saranno anche power-up e oggetti raccoglibili da utilizzare, come medikit comuni e speciali, chiavi e cristalli che serviranno specificatamente in tre livelli del gioco, per gli spostamenti temporali. Si tratta di uno sparatutto in terza persona, simile come impostazione al gioco Tomb Raider (di cui vi è un riferimento in alcuni livelli usando un telefono), in quanto Duke Nukem può nuotare nell'acqua, saltare, aggrapparsi e fare acrobazie a tutto spiano. Nei livelli -tra cui tre diverse epoche storiche: vecchio west, medioevo e antica Roma- si possono trovare anche zone buie o spruzzi di gas micidiali, che richiedono il recupero di occhiali a infrarossi e di maschere anti-gas (che però hanno una durata assai limitata).
Saranno inoltre presenti molte zone segrete da trovare in tutti i livelli, eccetto quelli delle boss fight, dove si potranno trovare armi, munizioni e power-ups a tempo limitato, come invincibilità o invisibilità. 
Nel multigiocatore i due avversari dovranno uccidersi a vicenda usando tutto ciò che viene trovato nel gioco.

## Armi
Le armi sono il punto cardine del gioco, senza le quali non potremmo abbattere le orde di nemici che si pareranno di fronte a noi nel corso dei livelli.
Le munizioni delle stesse potranno essere trovate lungo il percorso, in delle casse di munizioni o rilasciate dai nemici uccisi, tranne per le armi provenienti dalle varie epoche temporali, le cui munizioni saranno raccoglibili solo in determinati livelli.
Inizialmente avremo solo la Desert Eagle, ma con l'avanzare del gioco ne troveremo di nuove sempre più potenti, tra armi da fuoco, esplosivi, armi corpo a corpo da lancio e armi speciali, come il Congelatore.
Eccole in seguito:
- Desert Eagle

- L'iconica pistola di Duke, arma iniziale del gioco.
Il rateo di fuoco è discreto e sufficiente a contrastare piccole orde di nemici, ma con l'avanzare dei livelli si renderà necessario l'utilizzo di armi più potenti.
Potrà inoltre essere ottenuta la "Super Eagle", evoluzione più potente dell'arma che ne migliora il rateo di fuoco rendendola simile a una pistola mitragliatrice, dopo aver superato la prova a tempo per ottenerla.
- Combat Shotgun

- Fucile a pompa in dotazione all'esercito alieno.
Presenta una potenza devastante a distanze ravvicinate, mentre da lontano serviranno più colpi per riuscire ad abbattere un nemico.
Nonostante ciò, si mostra come una delle armi da mischia più affidabili dell'arsenale.
È inoltre possibile ottenere il "Super Shotgun", evoluzione dell'arma, che le permetterà di sparare quattro colpi insieme in un solo secondo, rendendola così un'arma devastante.
- Mighty Boot

-Non è precisamente un'arma ma potrá essere comunque utile in mancanza di munizioni, con Duke che colpirà i nemici con un calcio volante a distanza ravvicinata, causando inoltre notevoli danni.
- Gatling Gun

- La migliore amica di ogni giocatore.
Questa potente mitragliatrice Gatling è l'arma più versatile del gioco e una delle più potenti, con un caricatore di 400 colpi e una potenza di fuoco rapidissima.
Può addirittura essere evoluta in "Laser Gatling Gun", dove per l'appunto l'arma sparerà raggi laser più potenti dei proiettili, dimezzandone però il caricatore quasi della metà (250 colpi).
- RPG

Un lanciarazzi ingombrante e distruttivo con una potenza di fuoco assurda ma dotato di un caricatore piccolo (solo 8 colpi).
Può essere evoluto in "Incendiary RPG", dove la potenza sarà maggiorata e i nemici colpiti esploderanno in una cortina di fiamme.
- Flame Thrower

-Lanciafiamme discretamente potente, recuperabile nei primi livelli del gioco.
Utile per sgominare gruppi di nemici ostili, tuttavia si scarica piuttosto velocemente e il suo utilizzo è limitato da altre armi bel più efficaci e potenti.
La sua evoluzione è il "Hitemp Flame Thrower", la cui gittata sarà maggiore, la fiamma erogata sarà di colore viola e causerà più danni.
- Energy Weapon

- l'arma a energia è una delle armi a corto e medio raggio più divertenti e potenti che esistano nel gioco.
Spara un raggio di energia verde che farà esplodere i nemici in un mucchio di pezzi.
Può essere potenziato a "Super Zapper", dove il getto di energia sarà più potente, dal raggio più lungo e potrà dividersi per attaccare più nemici in un colpo solo.
- Freezer

-Arma speciale recuperabile nel castello Von Nukem, nel Medioevo.
Si tratta di un fucile che spara un proiettile di ghiaccio utile per congelare i nemici e bloccarli, per poi freddarli con un proiettile e farli esplodere in un ammasso di ghiaccio.
Tuttavia data la difficoltà nell'utilizzo dell'arma non sempre è consigliato utilizzarla, ma rimane comunque un'arma divertente.
- Pipe Bombs

- Bombe tubolari dalla discreta potenza e attivabili a comando.
- Armi ottenibili nelle varie epoche:
- Throwing Knife

- Il coltello da lancio potrà essere trovato nel Far West come prima arma da lancio.
Efficace e preciso, potrà uccidere un nemico in uno o due colpi.
- Buffalo Rifle

- Il fucile Buffalo è un potente fucile da caccia reperibile nei livelli del Far West.
Può uccidere qualsiasi nemico con un singolo colpo alla testa, ma di contro ha un caricatore molto piccolo, rateo di fuoco piuttosto lento e le munizioni reperibili saranno poche (20 colpi).
- Dynamite

- I cari vecchi candelotti di dinamite saranno reperibili nei livelli del Far West.
Causano più danni delle bombe tubolari ma saranno anche più difficili da usare, in quanto se il giocatore non sarà veloce a lanciarne uno, potrà esplodere nelle mani di Duke e ucciderlo istantaneamente.
- Crossbow

- La balestra è una potentissima arma che si potrà trovare nei livelli del Medioevo.
Spara tre frecce contemporaneamente a velocità altissima, uccidendo all'istante qualsiasi nemico.
- Throwing Axe

- Le asce da lancio saranno rinvenibili nel Medioevo.
Hanno lo stesso metodo di utilizzo dei coltelli da lancio ma saranno più potenti, tanto da causare danni ingenti persino nelle boss fight.
- Holy Hand Grenades

- Le "sacre bombe a mano", dal nome, sono speciali esplosivi che si troveranno nei livelli del Medioevo, e si tratta delle bombe più efficaci del gioco.
Una volta lanciate, esse rimbalzeranno e inseguiranno il nemico più vicino, per poi esplodere.

## Nemici
Nel gioco sarà possibile trovare numerosi nemici alieni, divisi in diverse specie:
- Pig Cop (Maiale poliziotto) - Esseri bipedi dall'aspetto ibrido tra un essere umano e un maiale. Grugniscono e grufolano, sono la forza portante dell'esercito alieno. Usano dei fucili a pompa e i loro vestiti cambiano a seconda dell'epoca in cui li si incontra. Nel livello Miner's 69rs se ne possono incontrare quattro o cinque, utilizzati come kamikaze, che correranno verso Duke una volta scoperto, esplodendo. Nel Livello Pig Factory, viene mostrato che nascono in laboratorio, all'interno di alcune vasche.
- Drak - Alieni dall'aspetto di lucertole bipedi, sono l'ultima ruota del carro dell'esercito extraterrestre, usati per lo più come carne da cannone. Difficili da prendere di mira a causa dei loro rapidi movimenti difensivi, utilizzano le pistole al plasma che non causano notevoli danni, a meno che non si venga attaccati in gruppo.
- Heavy Drak - Molto simili ai comuni Drak, ma molto più spietati e cattivi. A differenza dei cugini sono più resistenti, più pericolosi e più forti. Possiedono una mitragliatrice Gatling per difendersi che causa ingenti danni.
- Necro - Alieni simili a cefalopodi che viaggiano sospesi a mezz'aria che sparano colpi di energia mentale. Possono attaccare sia a terra che sott'acqua e sono molto simili negli attacchi e nell'aspetto agli octobrain presenti in Duke Nukem 3D. Nel penultimo livello si possono trovare delle larve di Necro sciamanti in gruppo. Rapidi nei movimenti e resistenti, i loro colpi possono però essere elusi con un po' di abilità, ma in gruppo possono mettere in seria difficoltà il giocatore. Si consiglia l'uso dell'arma a energia.
- Hellwing - Esseri simili a pipistrelli di colore rosso e con la coda lunga, sputano fuoco e si muovono in gruppi. Molto difficili da colpire con le armi convenzionali, sarà necessario colpirli con esplosivi o con armi dalla gittata più ampia.
- Pipistrelli - Normali pipistrelli che si possono incontrare solo nel livello Miner's 69rs. Sono difficili da prendere al primo colpo, perché si muovono velocemente. Normalmente saranno innocui, ma se verrà invaso il loro spazio possono attaccare il giocatore.
- Torrette - attaccate al soffitto o sorrette da treppiedi, attaccheranno il giocatore appena lo vedranno. Se colpiti causeranno seri danni, ma fortunatamente sono abbastanza imprecise e saranno facili da abbattere. Nel livello Gold And Guns sarà presente una loro variante, sparerá raggi laser e sarà ben più grande e invulnerabile a qualsiasi arma. L'unico modo per liberarsene è disattivarle da un pulsante posto nelle loro vicinanze.

Inoltre nel gioco sono presenti tre boss di fine livello, incontrati ognuno alla fine di ciascuna epoca.
- The Reaper (Il mietitore) - Si incontra alla fine dei livelli del Far West, è un cyborg che si muove su cingoli, munito di mitragliatrici.
- Winged Death (morte alata) - Un alieno uguale in tutto per tutto ad una viverna, si incontra dopo aver esplorato tutti i livelli del medioevo. Vola e sputa fuoco ad alta velocità.
- Moloch - Il boss finale del gioco, colui che ha guidato l'invasione, si affronta dopo i livelli relativi all'antica Roma. Alieno bipede enorme e molto resistente, è molto simile al boss finale di Duke Nukem 3D. Si difende sparando raggi laser rossi che causano notevoli danni al giocatore.